# Suez Deutschland
Die Suez Deutschland GmbH (vormals Sita Deutschland) mit Sitz in Wesseling ist ein privatwirtschaftliches Entsorgungsunternehmen in Deutschland. Es ist ein Tochterunternehmen des französischen Umweltdienstleistungskonzerns Suez.
Die Suez Deutschland übernimmt die Sammlung, das Recycling und die energetische Verwertung von Abfällen aller Art. Suez bietet individuelle Verwertungslösungen für Industrie-, Handels- und Gewerbeunternehmen, für Kommunen und für Privatpersonen.
Im September 2020 gab die Konzernmutter Suez den beabsichtigten Verkauf des Abfallgeschäfts in den Niederlanden, Luxemburg, Deutschland (darunter Suez Deutschland) und Polen an die deutsche Prezero-Gruppe (Teil der Schwarz Handelsgruppe) bekannt. Das zu verkaufende Geschäft hält in den betreffenden Ländern führende Positionen in der Abfallwirtschaft, die die gesamte Wertschöpfungskette für Recycling und Verwertung abdecken. An 125 Standorten mit rund 6.700 Mitarbeitern werden eine Vielzahl von Abfallarten (Holz, Glas, Papier, Metall…) verwertet. Im Jahr 2019 hatte die betreffende Sparte einen Umsatz von ca. 1,1 Mrd. Euro und ein bereinigtes EBITDA von ca. 100 Mio. Euro erzielt. Der übertragene Unternehmenswert liegt bei 1,1 Mrd. €.

## Mutterkonzern
Die Suez Gruppe mit mehr als 80.000 Beschäftigten ist in ca. 70 Ländern vertreten. Im Zuge des globalen Rebrandings der Suez Gruppe, indem alle Geschäftsaktivitäten unter dem Dach einer einzigen Marke vereinigt wurden, fand die Umbenennung der Sita Deutschland in Suez Deutschland im März 2016 statt.

## Tochtergesellschaften
Die BellandVision GmbH mit Sitz im fränkischen Pegnitz ist eine einhundertprozentige Tochter der Suez Deutschland und betreibt in Deutschland das größte Duale System zur Lizenzierung von Verpackungen gemäß dem Verpackungsgesetz. Ergänzend zur dualen Entsorgung verfügt BellandVision über Branchenlösungen. Im Geschäftsfeld „bundesweite Entsorgungslösungen“ bietet das Unternehmen die Optimierung und die Komplettumsetzung von Standort-Entsorgungslösungen. Das Unternehmen wurde 1999 gegründet und ist seit 2008 Teil der Suez Deutschland.

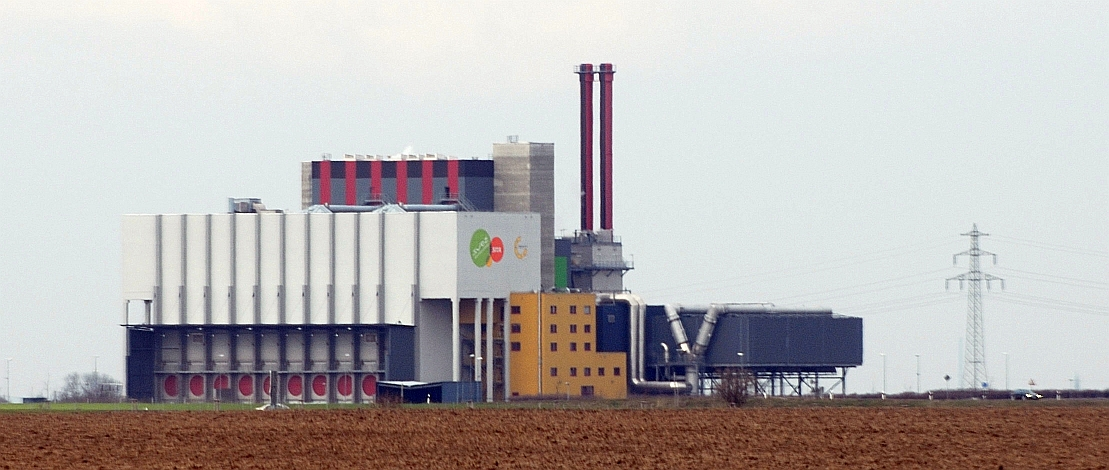
Suez-Anlage bei Zorbau
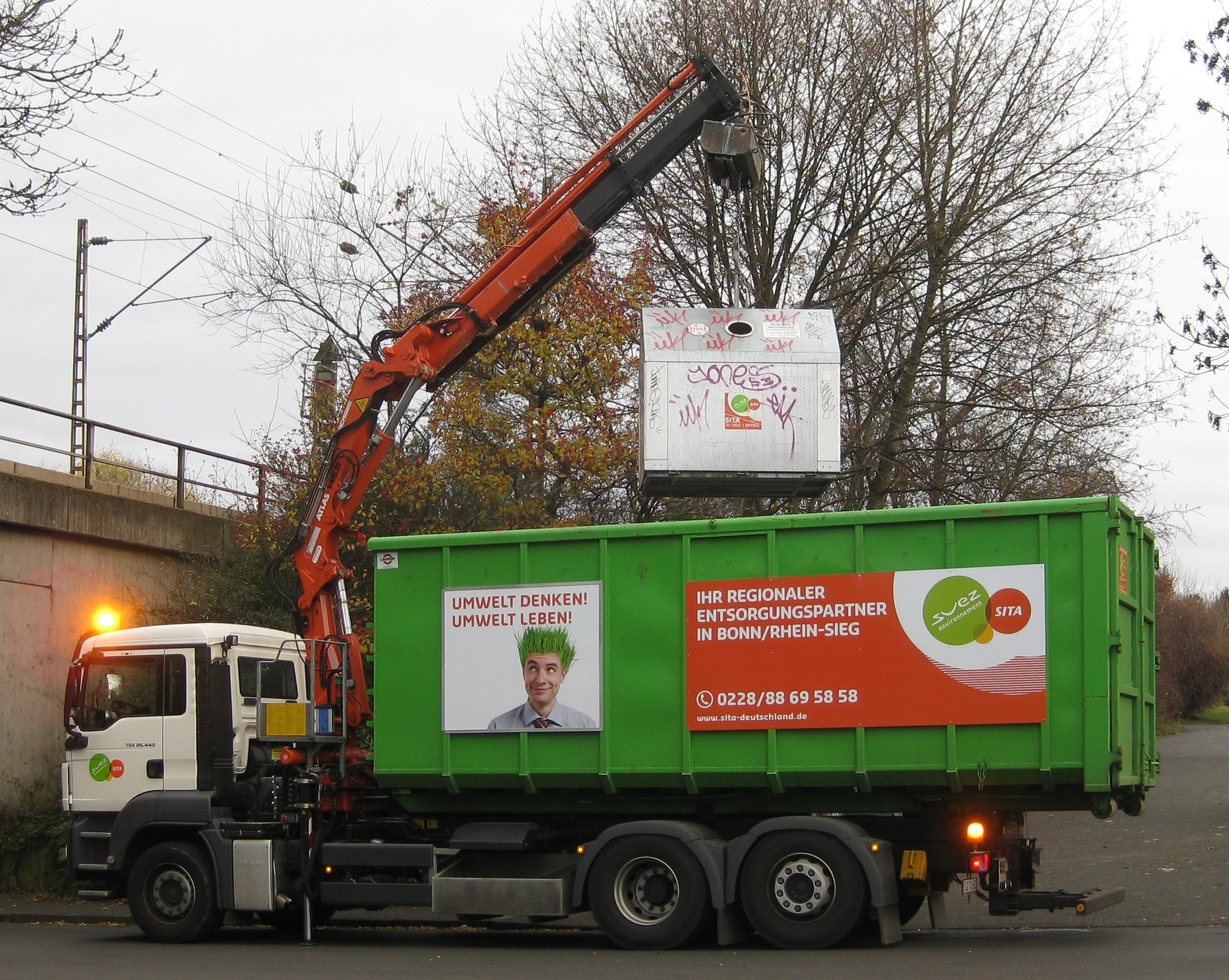
Entsorgungsfahrzeug